# Nazionale maschile di pallanuoto degli Stati Uniti d'America
La nazionale di pallanuoto maschile statunitense è la rappresentativa pallanuotistica degli Stati Uniti d'America in campo maschile nelle competizioni internazionali. La federazione a cui fa riferimento è la United States Aquatic Sports.

## Storia
Il team statunitense rappresenta l'unica nazionale extraeuropea ad essere salita sul podio olimpico: oltre all'oro del 1904, assegnato in un torneo a cui presero parte solo tre formazioni di club statunitensi, ha conquistato altre sei medaglie olimpiche. Sono la squadra più titolata in ambito continentale, essendo saliti sul podio dei Giochi Panamericani in tutte e 19 le edizioni disputate, 14 delle quali concluse sul gradino più alto. La nazionale statunitense ha inoltre conquistato per due volte la Coppa del Mondo.

## Risultati

### Massime competizioni
Olimpiadi
- Parigi 1900: Non partecipante
- St. Louis 1904:  Oro
- Londra 1908: Non partecipante
- Stoccolma 1912: Non partecipante
- Anversa 1920: 4º posto
- Parigi 1924:  Bronzo
- Amsterdam 1928: Quarti di finale
- Los Angeles 1932:  Bronzo
- Berlino 1936: 9º posto
- Londra 1948: 9º posto
- Helsinki 1952: 4º posto
- Melbourne 1956: 5º posto
- Roma 1960: 7º posto
- Tokyo 1964: 9º posto
- Città del Messico 1968: 5º posto
- Monaco 1972:  Bronzo
- Montréal 1976: Non qualificata
- Mosca 1980: Non partecipante
- Los Angeles 1984:  Argento
- Seul 1988:  Argento
- Barcellona 1992: 4º posto
- Atlanta 1996: 7º posto
- Sydney 2000: 6º posto
- Atene 2004: 7º posto
- Pechino 2008:  Argento
- Londra 2012: 8º posto
- Rio de Janeiro 2016: 10º posto
- Tokyo 2020: 6º posto
- Parigi 2024:  Bronzo

Mondiali
- Belgrado 1973: 5º posto
- Cali 1975: 8º posto
- Berlino Ovest 1978: 5º posto
- Guayaquil 1982: 6º posto
- Madrid 1986: 4º posto
- Perth 1991: 4º posto
- Roma 1994: 6º posto
- Perth 1998: 7º posto
- Fukuoka 2001: 7º posto
- Barcellona 2003: 6º posto
- Montréal 2005: 11º posto
- Melbourne 2007: 9º posto
- Roma 2009: 4º posto
- Shanghai 2011: 6º posto
- Barcellona 2013: 9º posto
- Kazan' 2015: 7º posto
- Budapest 2017: 13º posto
- Gwangju 2019: 9º posto
- Budapest 2022: 6º posto
- Fukuoka 2023: 7º posto
- Doha 2024 9º posto
- Singapore 2025 8º posto

### Altre
Giochi panamericani
- Buenos Aires 1951:  Bronzo
- Città del Messico 1955:  Argento
- Chicago 1959:  Oro
- San Paolo 1963:  Argento
- Winnipeg 1967:  Oro
- Cali 1971:  Oro
- Città del Messico 1975:  Argento
- San Juan 1979:  Oro
- Caracas 1983:  Oro
- Indianapolis 1987:  Oro
- L'Avana 1991:  Argento
- Mar del Plata 1995:  Oro
- Winnipeg 1999:  Oro
- Santo Domingo 2003:  Oro
- Rio de Janeiro 2007:  Oro
- Guadalajara 2011:  Oro
- Toronto 2015:  Oro
- Lima 2019:  Oro
- Santiago del Cile 2023:  Oro

Coppa del Mondo
- Fiume/Belgrado 1979:  Argento
- Long Beach 1981: 4º posto
- Malibu 1983: 4º posto
- Duisburg 1985:  Argento
- Salonicco 1987: 4º posto
- Berlino Ovest 1989: 8º posto
- Barcellona 1991:  Oro
- Atene 1993: 4º posto
- Atlanta 1995: 4º posto
- Atene 1997:  Oro
- Sydney 1999: 6º posto
- Belgrado 2002: 7º posto
- Budapest 2006: Non qualificata
- Oradea 2010: 4º posto
- Almaty 2014: 4º posto
- Berlino 2018: 6º posto
- Los Angeles 2023:  Bronzo

World League
- Patrasso 2002: 6º posto
- New York 2003:  Bronzo
- Long Beach 2004: 6º posto
- Belgrado 2005: Turno di qualificazione
- Atene 2006: 5º posto
- Berlino 2007: 5º posto
- Genova 2008:  Argento
- Podgorica 2009: 4º posto
- Niš 2010: 5º posto
- Firenze 2011: 4º posto
- Almaty 2012: 4º posto
- Čeljabinsk 2013: 4º posto
- Dubai 2014: 5º posto
- Bergamo 2015: 4º posto
- Huizhou 2016:  Argento
- Ruza 2017: 4º posto
- Budapest 2018: 7º posto
- Belgrado 2019: Non qualificata
- Tbilisi 2021:  Argento
- Strasburgo 2022:  Argento

### Competizioni giovanili
- Universiadi: 3

1979, 1991, 1993

## Formazioni

### Giochi olimpici
Giochi olimpici - Saint Louis 1904Chicago Athletic Association
Beach · Hammond · Healy · Kehoe · Steever · Swatek · Tuttle, CT: -
Giochi olimpici - Saint Louis 1904Missouri Athletic Club
Evans · Goessling · Meyers · Orthwein · Reyburn · Schreiner · Toeppen, CT: -
Giochi olimpici - Saint Louis 1904New York Athletic Club
Bratton · Van Cleaf · Goodwin · Handley · Hesser · Ruddy · Steen, CT: Gus Sundstrom
Giochi olimpici - Anversa 1920Browne · Carson · Hebner · Jensen · McDermott · McGillivray · Ross · Steiger · Taylor · Vollmer · Vosburgh · Kahanamoku, CT: Otto Wahle
Giochi olimpici - Parigi 1924Austin · Horn · Lauer · Mitchell · Norton · O'Connor · Schroth · Vollmer · Weissmuller · Handy · Collett, CT: Otto Wahle
Giochi olimpici - Amsterdam 1928Daniels · Greenberg · Greller · Mitchell · O'Connor · Samson · Schroth · Topp · Weissmuller · Cattus · Farley, CT: Perry McGillivray
Giochi olimpici - Los Angeles 1932Clapp · Daubenspeck · Finn · McCallister · O'Connor · Strong · Wildman · Graham · Ruddy · O'Connor · Lauer, CT: Frank Rivas
Giochi olimpici - Berlino 1936Beck · Daubenspeck · Finn · Fiske · Lauer · McCallister · O'Connor · Ruddy · Wildman · Graham · Kelly, CT: Clyde Swendsen
Giochi olimpici - Londra 1948Budelman • Case • Beck • Christensen • Dash • Fiske • Bray • Knox • Miller • Tierney • Walton, CT: Austin Clapp
Giochi olimpici - Helsinki 1952Bisbey • Norris • Jaworski • Lake • Kooistra • Stange • Dornblaser • Spargo • Hughes • Burns • Koehler, CT: -
Giochi olimpici - Melbourne 1956Horn • Ross • Frojen • Wolf • Severa • Gaughran • B. Kooistra • Hahn • Hughes • S. Kooistra • Good, CT: -
Giochi olimpici - Roma 1960Horn · Burns · Severa · Crawford · Tisue · Wolf · Volmer · Hall · Bittick · McIlroy · Kelsey, CT: -
Giochi olimpici - Tokyo 1964van Dorp • Crawford • Ashleigh • N. McIlroy • C. McIlroy • Cole • B. Saari • Drown • Whitney • Stransky • P. McIlroy, CT: Urho Saari
Giochi olimpici - Città del Messico 1968van Dorp • Ashleigh • Webb • Crawford • Cole • Bradley • Willeford • Weitzenberg • Sheerer • Parker • Barnett, CT: Art Lambert
Giochi olimpici - Monaco di Baviera 1972Asch · Barnett · Bradley · Cole · Ferguson · Lindroth · Parker · Sheerer · Slatton · Webb · Weitzenberg, CT: Kenneth Nitzkowski
Giochi olimpici - Los Angeles 1984Wilson · Robertson · Figueroa · P. Campbell · Burke · Vargas · Svendsen · Siman · McDonald · Schroeder · J. Campbell · Shaw · Dorst, CT: Kenneth Nitzkowski
Giochi olimpici - Seul 19881 Wilson, 2 Robertson, 3 Bergeson, 4 P. Campbell, 5 Kimbell, 6 Klass, 7 Mouchawar, 8 Je. Campbell, 9 Boyer, 10 Schroeder, 11 Jo. Campbell, 12 Duplanty, 13 Evans, CT: Bill Barnett
Giochi olimpici - Barcellona 19921 Wilson, 2 Vargas, 3 Duplanty, 4 Evans, 5 Kimbell, 6 Harris, 7 Everist, 8 Campbell, 9 Humbert, 10 Schroeder, 11 Klass, 12 Fischer, 13 Rousseau, CT: Bill Barnett
Giochi olimpici - Atlanta 1996Arroyo • Barnhart • Duplanty • Evans • Everist • Hackett • Humbert • Kopp • Laster • McNair • Oeding • Rousseau • Wigo, CT: Richard Corso
Giochi olimpici - Sydney 2000Hackett · Kredell · Lynn · Kopp · Oeding · Arroyo · Schumacher · Azevedo · Wigo · Humbert · Kern · Nolan · Bailey, CT: John Vargas
Giochi olimpici - Atene 2004Amr · Azevedo · Bailey · Beaubien · Brooks · Kerr · Klatt · Ormsby · Powers · Segesman · Smith · Wigo · Wright, CT: Ratko Rudić
Giochi olimpici - Pechino 2008Moses · Varellas · Hudnut · Powers · Wright · Merlo · Beaubien · Azevedo · Bailey · Hutten · Smith · Krumpholz · Brooks, CT: Terry Schroeder

### Altre
- Coppa del Mondo - Barcellona 1991 -  Oro:

Jeff Campbell, Mike Evans, Eric Fischer, Charles Harris, Chris Humbert, David Imbernino, Doug Kimbell, Edward Klass, Robert Lynn, James Makshanoff, Terry Schroeder, Joseph Vargas, Craig Wilson.
- Coppa del Mondo - Atene 1997 -  Oro:

Gavin Arroyo, Ryan Bailey, Chris Duplanty, Dan Hackett, Chris Humbert, Kyle Kopp, Craig Kredell, Jeremy Laster, Drew Netherton, Chris Oeding, Brad Schumacher, Peter Stern, Wolf Wigo.
- Mondiali - Roma 2009 - 4º posto:

Merrill Moses, Peter Varellas, Brian Alexander, Jeff Powers, Adam Wright, Justin Johnson, Layne Beaubien, Tony Azevedo, Ryan Bailey, Tim Hutten, Jesse Smith, James Krumpholz, Genai Kerr, John Mann. C.T.: Terry Schroeder.
- Giochi panamericani - Guadalajara 2011 -  Oro:

Merrill Moses, Peter Varellas, Peter Hudnut, Jeff Powers, Adam Wright, Brian Alexander, Ronald Beaubien, Tony Azevedo, Ryan Bailey, Tim Hutten, Jesse Smith, James Krumpholz, Chay Lapin. C.T.: Terry Schroeder.